# Iona (Idaho)
Pour les articles homonymes, voir Iona.
Iona est une ville américaine située dans le comté de Bonneville en Idaho, à proximité de la ville d'Idaho Falls.

## Démographie
| 1910 | 1920 | 1930 | 1940 | 1950 | 1960 |
| ---- | ---- | ---- | ---- | ---- | ---- |
| 353  | 630  | 386  | 518  | 502  | 702  |

| 1970 | 1980  | 1990  | 2000  | 2010  | - |
| ---- | ----- | ----- | ----- | ----- | - |
| 890  | 1 072 | 1 049 | 1 201 | 1 803 | - |

Selon le recensement de 2010, Iona compte 1 803 habitants. La municipalité s'étend sur 1,10 mille carré (2,85 km2).